# Тоннель Линкольна
Тонне́ль Ли́нкольна (англ. Lincoln Tunnel) — подводный тоннель между Мидтауном Манхэттена и городом Вихокен в Нью-Джерси.
Тоннель строился под управлением Портового управления Нью-Йорка и Нью-Джерси. Изначально его планировалось назвать «Автотранспортный тоннель Мидтауна» (англ. Midtown Vehicular Tunnel). Однако в итоге тоннель, имеющий в инфраструктуре региона не меньшее значение, нежели мост Джорджа Вашингтона, получил своё имя в честь другого выдающегося президента США: Авраама Линкольна. Его проект был разработан инженером норвежского происхождения Оле Сингстадом.
В первую очередь был проложен центральный тоннель. Его строительство велось на средства, выделенные Управлением общественных работ, с марта 1934 года по 22 декабря 1937 года. Северный тоннель прокладывался с 1937 года по 1 февраля 1945 года. По первоначальному проекту тоннель должен был состоять из двух секций. Однако после Второй мировой войны загруженность городских дорог значительно возросла, и пропускной способности тоннеля стало не хватать. В 1951 году Портовое управление приняло решение о прокладке новой секции к югу от двух уже существующих. Её прокладка велась с 1954 года по 25 мая 1957 года.
Самой длинной секцией тоннеля является центральная. Её протяжённость составляет 2504 м, тогда как длина северной и южной секций составляет, соответственно, 2282 и 2442 м. Полосы движения в центральной секции являются реверсивными: по мере необходимости движение в тоннеле Линкольна может осуществляться по схеме 3/3 или 4/2.
С 1970 года через тоннель проходит полоса XBL (англ. Exclusive Bus Lane; дословно — «выделенная автобусная полоса»). В утренние часы движение по ней разрешено только для скоростных автобусов из Нью-Джерси. Годовой пассажиропоток на этой полосе составляет до 18 млн человек.

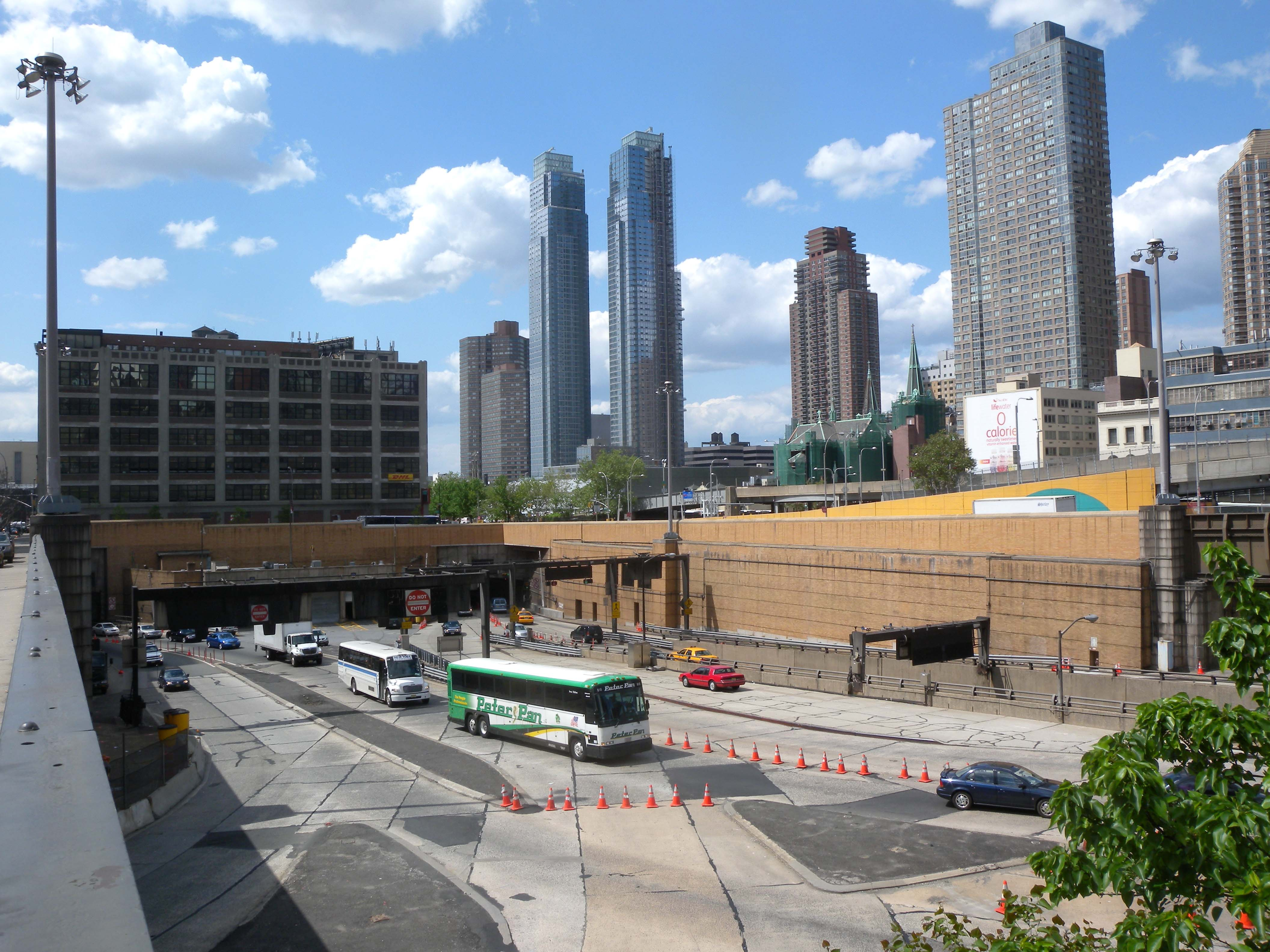
Въезд в тоннель со стороны Манхэттена
Эстакада перед въездом со стороны Джерси-Сити утром; видны автобусы на выделенной полосе
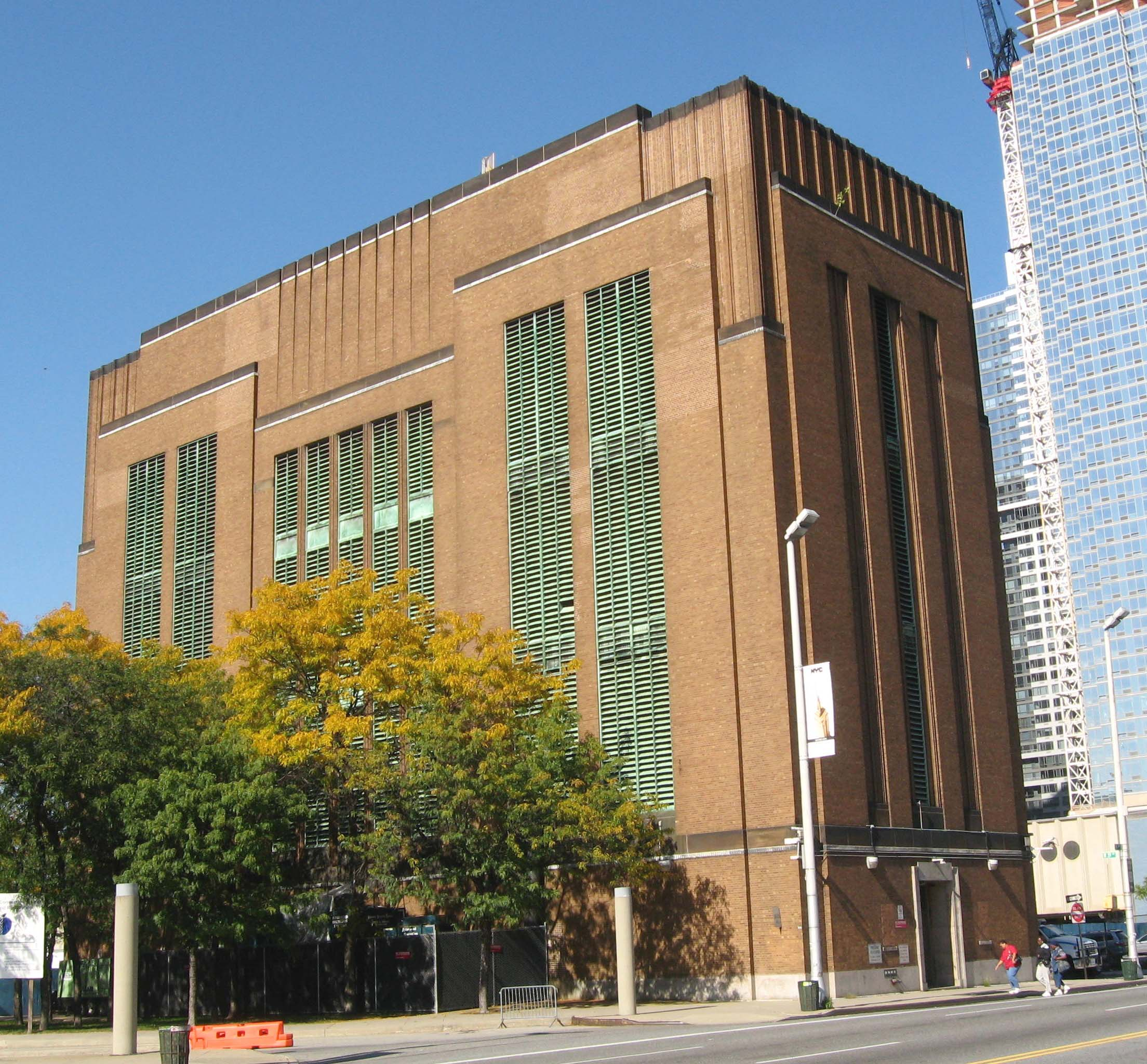
Вентиляционное здание в Нью-Джерси

## В культуре
События фильма «Дневной свет» 1996 года происходят в тоннеле Линкольна. Из тоннеля Линкольна в сторону Нью-Джерси в первых кадрах открывающих титров «Клан Сопрано» выезжает главный герой телесериала.